# Panasonic

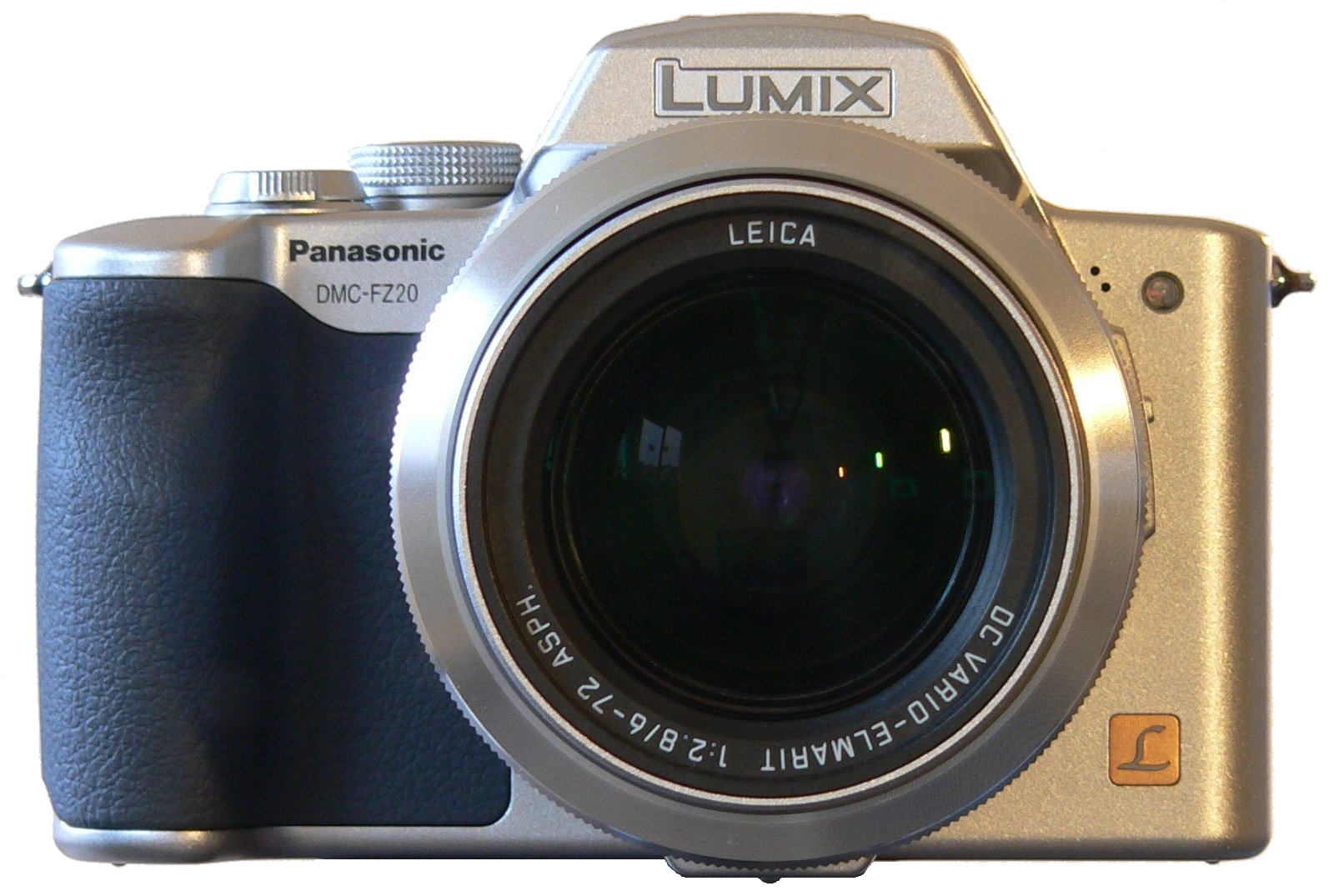
Panasonic Lumix DMC-FZ20, 2005.

Panasonic är ett japanskt varumärke på hemelektronikprodukter grundat av Konosuke Matsushita 1918. Panasonic-märket står på elektroniska produkter som videokameror, digitalkameror, dvd-spelare, telefoner och bildskärmar med mera. Man har ett samarbete med Leica på objektiv, när det gäller digitala kameror (både stillbild, Lumix, och videokameror).

## Uppsägning av 35000 personer
I april 2011 tillkännagav företagskoncernen att de under de tre kommande åren skulle minska antalet anställda med totalt 35 000 personer för att minska kostnaderna och öka konkurrenskraften.